# おはようとちぎ・ホームタウンとちぎ

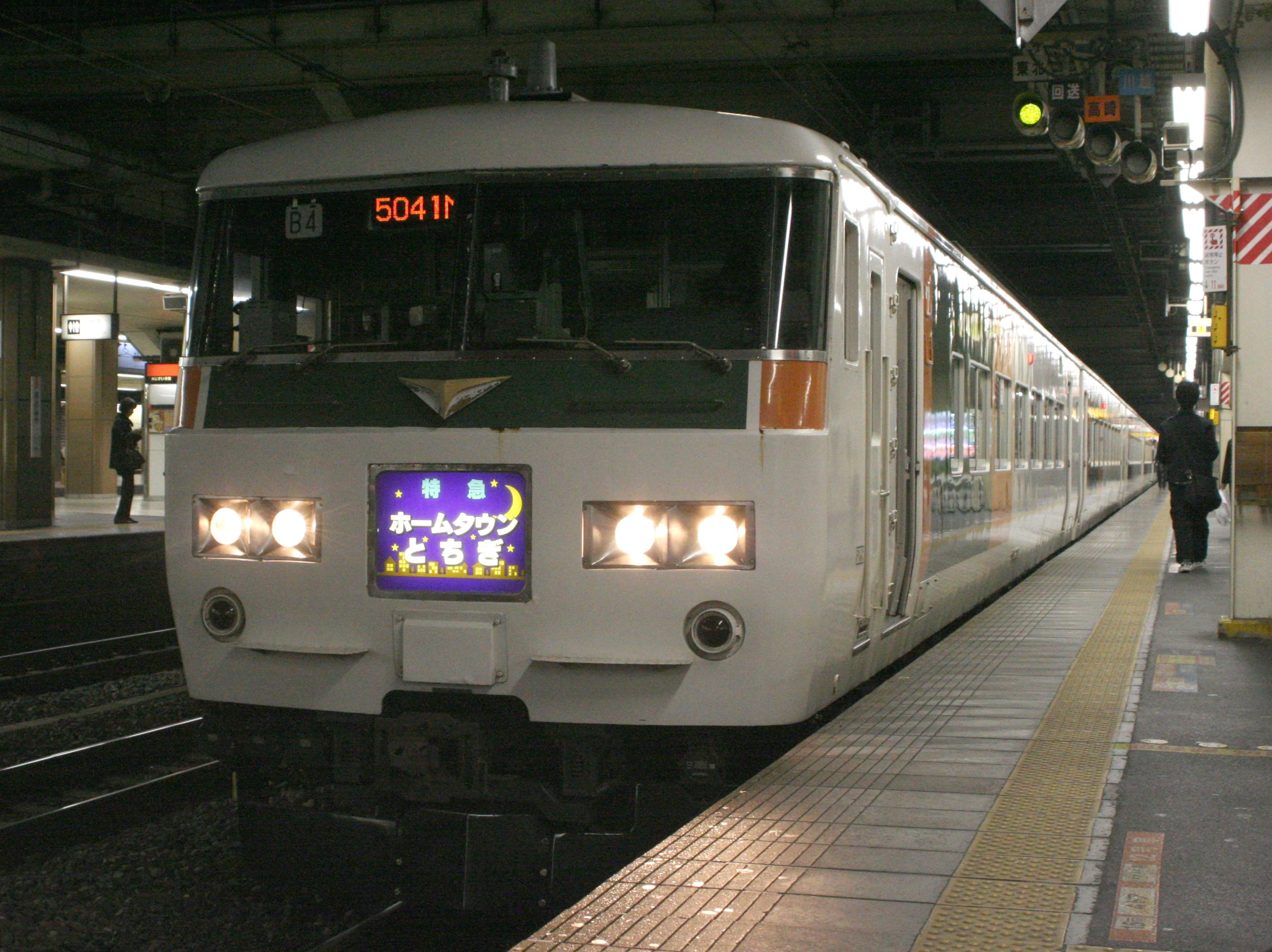
185系「ホームタウンとちぎ」

おはようとちぎおよびホームタウンとちぎは、かつて東日本旅客鉄道（JR東日本）が新宿駅 - 黒磯駅間を山手線・東北本線（宇都宮線）経由で運行していた特別急行列車である。
本項では、「おはようとちぎ」・「ホームタウンとちぎ」のほか、かつて東北本線の上野駅・新宿駅 - 黒磯駅間（宇都宮線区間）で運行された優等列車の歴史についても概説する。

## 廃止時の運行概要
朝に運行された列車は上り「おはようとちぎ」、夕方に運行された列車は下り「ホームタウンとちぎ」であり、ホームライナーに近い朝上り・夕方下りの運転体制を取っていた。2008年3月15日のダイヤ改定で、普通列車の増発に伴い、新宿発古河行きの「ホームライナー古河5号」が廃止された。また、この列車の帰り便として設定されていた宇都宮発新宿行き特急「おはようとちぎ2号」が廃止された。「ホームライナー古河5号」および特急「おはようとちぎ2号」の廃止によって空いた車両の運用枠は、別路線の通勤ライナーに充当された。廃止当時、両列車とも利用率は好調であった。さらに、2010年（平成22年）12月4日のダイヤ改正で、「おはようとちぎ」・「ホームタウンとちぎ」は廃止となった。栃木県内のJR在来線に乗り入れる最後の定期特急列車だった。

### 停車駅
- 新宿駅 - 池袋駅 - 赤羽駅 - 大宮駅 - 蓮田駅 - 久喜駅 - 古河駅 - 小山駅 - 石橋駅 - 宇都宮駅 - 宝積寺駅 - 氏家駅 - 矢板駅 - 西那須野駅 - 黒磯駅

### 使用車両・設定車種
- 田町車両センター所属の185系電車7両編成（B編成）を使用していた。
- 普通車は全車自由席で、グリーン車のみ座席指定席となっていた。

## 宇都宮線優等列車沿革
本章には宇都宮線区間（東北本線黒磯駅以南区間）を運行する優等列車について記述する。なお、一部日光線・烏山線・両毛線・水戸線に乗り入れる系統も記述する。
日光線優等列車については、日光線優等列車沿革、両毛線への直通列車はあかぎ (列車)、黒磯駅以北に直通する列車の沿革については 東北本線優等列車沿革も併せて参照されたい。
なお、宇都宮線区間で通過運転をする列車（快速列車・普通列車など）の沿革については、宇都宮線快速列車沿革も参照されたい。

### 運行の創始と戦後の展開
- 1913年（大正2年）5月 - 上野駅 - 宇都宮駅間（宇都宮線区間）で快速運転する普通列車609・610列車（一・二等客車付き）が上野駅 - 黒磯駅・日光駅間に設定される。
  - 609・610列車の停車駅：上野駅 - 赤羽駅 - 蕨駅 - 浦和駅 - 大宮駅 - 蓮田駅 - 久喜駅 - 栗橋駅 - 古河駅 - 小山駅 - 石橋駅 - 宇都宮駅 -（各駅停車）- 黒磯駅
- 1950年（昭和25年）- 新橋駅 - 桐生駅間[* 1]を小山駅経由で運行する快速列車と、上野駅 - 宇都宮駅間（上りは烏山線烏山駅始発）の愛称なしの快速列車が設定される。また日光線直通臨時列車に「にっこう」の愛称が与えられる。
- 1952年（昭和27年） - 上野駅 - 黒磯駅間運行の快速列車が設定される。
  - 設定当初は不定期列車扱いで土曜日・日曜日のみの運行であった。
- 1955年（昭和30年）- 上野駅 - 黒磯駅間運行の快速列車にキハ45000系気動車を導入し「日光」の補助として一部車両を日光線日光駅まで運行する編成を連結。日光線直通優等列車はこの気動車快速・「日光」・客車快速「だいや」の3往復となる。
  - この頃、両毛線直通快速列車に「わたらせ」（新橋駅発着列車[* 1]）および「おおとね」（上野駅発着列車）、黒磯発着の多客期臨時快速列車に「ゆのか」の名称が与えられた。
- 1956年（昭和31年）11月19日 - 山手線・京浜東北線の分離運転開始に伴い、「わたらせ」新橋駅発着を終了。上野駅発着となる。この頃、黒磯駅発着の快速列車に「しもつけ」、日光線直通快速列車に「二荒」、日光線直通多客期臨時快速列車（東京駅 - 上野駅 - 宇都宮駅 - 日光駅[* 1]）に「中禅寺」の名称が与えられた。
- 1958年（昭和33年）4月14日 - 気動車列車「しもつけ」・「二荒」・「ゆのか」・「中禅寺」を準急列車に昇格し、車種を客車に変更。両毛線直通の無名の気動車快速列車が高崎駅 - 小山駅 - 宇都宮駅 - 黒磯駅間（宇都宮駅 - 黒磯駅間は各駅停車）で運行開始、毎日1往復の設定だった。
  - 大宮駅 - 宇都宮駅間の電化が完了し、気動車列車より速度が速いとされていた電気機関車牽引の客車列車の投入で速達化が可能とされ、また主に通勤・通学用とされた80系電車などの電車の絶対的な不足により準急列車へ確保することができなかった事情による車種変更であった。
- 1958年（昭和33年）10月1日 - 「二荒」の運行区間（上野駅 - 宇都宮駅 - 日光駅・黒磯駅）を上野 - 郡山駅 - 福島駅・会津若松駅間に変更し、「あぶくま」に名称を変更。これにより「二荒」の名称は一時消滅。

### 電車準急列車「なすの」登場以降
- 1959年（昭和34年）9月22日 - 日光線電化完了にともない、「しもつけ」の車種を80系電車に変更し日光駅発着列車を廃止。「中禅寺」の発着駅を東京駅から新宿駅へ変更。「中禅寺」の間合い運用で日光駅 - 宇都宮駅 - 黒磯駅間に無名の季節運転の準急列車が運行される。上野駅 - 黒磯駅間に季節運転の準急列車「なすの」を「日光形」157系電車で運行開始。
  - 「なすの」は当時「特別準急電車」と称された「日光形」157系電車を使用し、準急「日光」「中禅寺」の間合い運用で運行された。
- 1960年（昭和35年）8月15日 - 上野駅 - 宇都宮駅間に準急列車「ふたあら」を80系電車で運行開始。「おおとね」は廃止され「わたらせ」は無名の快速列車となる。
- 1961年（昭和36年） - 準急「ゆのか」に157系電車が投入される（国鉄157系電車を参照）。また夏季シーズン休日に上野駅を深夜1時前に出発して早朝4時過ぎに日光駅に到着する日光線直通電車快速列車「奥日光」が下りのみで運転されたほか、東京駅発着の準急列車「臨時日光」[* 1]、無名の準急列車が運行される。
- 1962年（昭和37年）10月1日 - 両毛線直通快速列車が準急列車に昇格し「わたらせ」の愛称が復活。また、「わたらせ」に併結して水戸線経由で上野駅 - 水戸駅・真岡線（現：真岡鐵道真岡線）真岡駅発着の準急列車「つくばね」が運行開始。
  - 「つくばね」の運行に際しては小山駅構内の東北本線～水戸線短絡線を通過する形をとった。そのため、小山駅には停車できなかった。また、「つくばね」・「わたらせ」の分割・併合は間々田駅にて行なわれた。
- 1963年（昭和38年）
  - 3月25日 - 「しもつけ」・「なすの」車種を165系電車に変更。
  - 10月1日 - 「ふたあら」の車種を165系電車に変更。また「しもつけ」1往復を増便し2往復（うち1往復は季節列車、後に定期列車化、80系電車）とする。
- 1964年（昭和39年）10月1日 - 下り「つくばね」の真岡行きを茂木行きに延伸。
  - この頃、大阪駅 - 名古屋駅 - 長野駅 - 高崎駅 - 小山駅 - 宇都宮駅 - 日光駅間に信越・日光観光専用団体列車が定期運行される。→団体専用列車も参照されたい。
- 1965年（昭和40年）
  - 8月頃まで「ゆのか」運行を実施。
  - 10月1日、「ふたあら」を「しもつけ」に名称変更して「しもつけ」3往復体制となる。うち1往復は上野駅 - 宇都宮駅間の519M・512M、2往復は上野駅 - 黒磯駅間の2515M・2516M・2519M・2520Mで、黒磯駅発着便は一部が指定席（二等）であった。また、「わたらせ」の準急運行区間を桐生駅までとし、同駅以西は普通列車とする。
- 1966年（昭和41年）3月5日 - 準急列車を「運行距離が100km以下の急行列車」と定義したことにより、「しもつけ」・「つくばね」・「なすの」・「わたらせ」急行列車に昇格。
- 1967年（昭和42年）夏季シーズン - 横浜駅 - 品川駅 - 東京駅 - 宇都宮駅 - 黒磯駅・日光駅間[* 1]に臨時列車「第2なすの」・「第2日光」・「第3なすの」・「第3日光」が運行される。同時に上野駅 - 大宮駅 - 宇都宮駅 - 日光駅・西那須野駅間に臨時快速列車「霧降高原」・「塩原」が運行される。

### 急行「なすの」とその周辺列車群
- 1968年（昭和43年）10月1日 - いわゆる「ヨン・サン・トオ」ダイヤ改正により以下のように変更される。
  1. 「しもつけ」と「なすの」を統合し、「なすの」の運転本数を毎日5往復とする。「なすの」下り1本を115系電車、上り1本を455系電車での運行とし、この上り1本を白河駅始発とする。
  2. 「つくばね」が電車化される。これにより非電化である真岡線への直通編成は廃止。また勝田駅まで運行区間を延伸する。「つくばね」は下館駅駅 - 勝田駅間を普通列車に格下げ。
  3. 「わたらせ」も電車化される。また、1往復を増発し2往復となる。増発列車は小山駅以西で普通列車、ただし両毛線内定期乗車券乗車禁止とされた。
- 1969年（昭和44年）10月4日 - 季節特急「くろいそ」181系電車2往復で運行開始。
- 1970年（昭和45年）10月1日 - 「日光」の運休日に上野駅 - 宇都宮駅間で運行される上り「なすの」2本を設定、「なすの」の運転本数は毎日下り5本、上り7本となる。
- 1972年（昭和47年）10月2日 - 「つくばね」の急行運行区間を結城駅までに短縮。また、「くろいそ」は「なすの」に編入され、「なすの51・52号」となる。

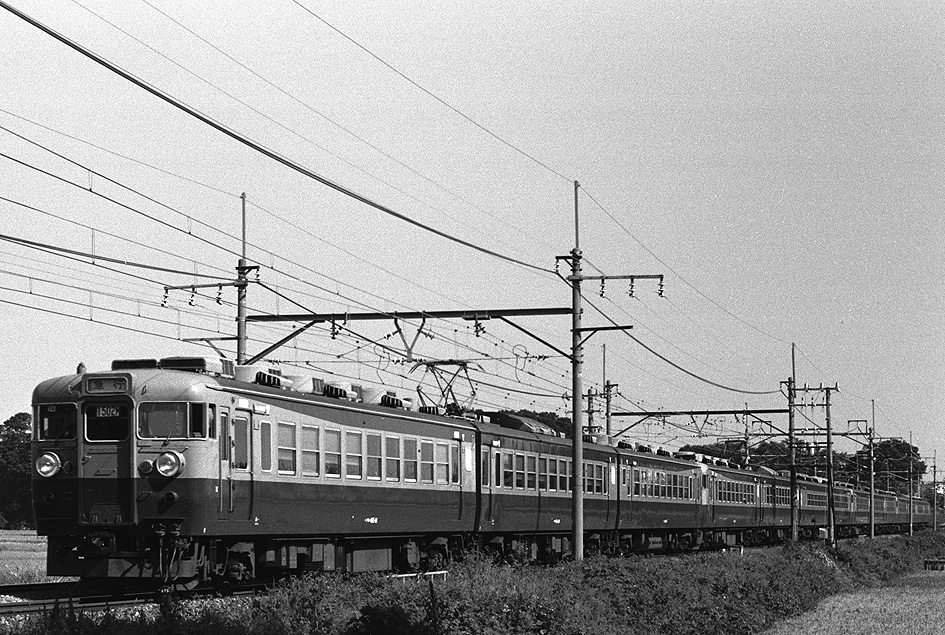
165系急行「なすの」（1984年）

- 1973年（昭和48年）10月1日 - 季節特急「くろいそ」廃止。
- 1976年（昭和51年）11月1日 - 115系電車で運行されていた下り「なすの1号」を快速列車に格下げ。「なすの」の運行本数は毎日下り4本、上り6本に。
- 1978年（昭和53年）- 「わたらせ2号」の両毛線内定期乗車券乗車禁止の特例を廃止。
- 1982年（昭和57年）6月23日 - 東北新幹線開業に伴い上野発の東北特急が一部を除いて廃止。急行「日光」・「いわて」・「いいで」が廃止され「ばんだい」・「ざおう」・「あづま」が削減されたのに伴い、これを補完する形で「なすの」の運転本数を毎日下り7本、上り9本に増発。

### 「新特急なすの」の誕生
- 1985年（昭和60年）3月14日 - 東北新幹線の大宮駅 - 上野駅間開業に伴い以下のように変更。
  1. 「つくばね」・「わたらせ」を廃止。
  2. 「なすの」は上野駅 - 宇都宮駅・黒磯駅間運行のエル特急「新特急なすの」に昇格し185系電車による運行となる。急行「まつしま」廃止を補う形で9往復に増発。うち6往復の上野駅 - 宇都宮駅間の便は、普通車両は全車自由席。

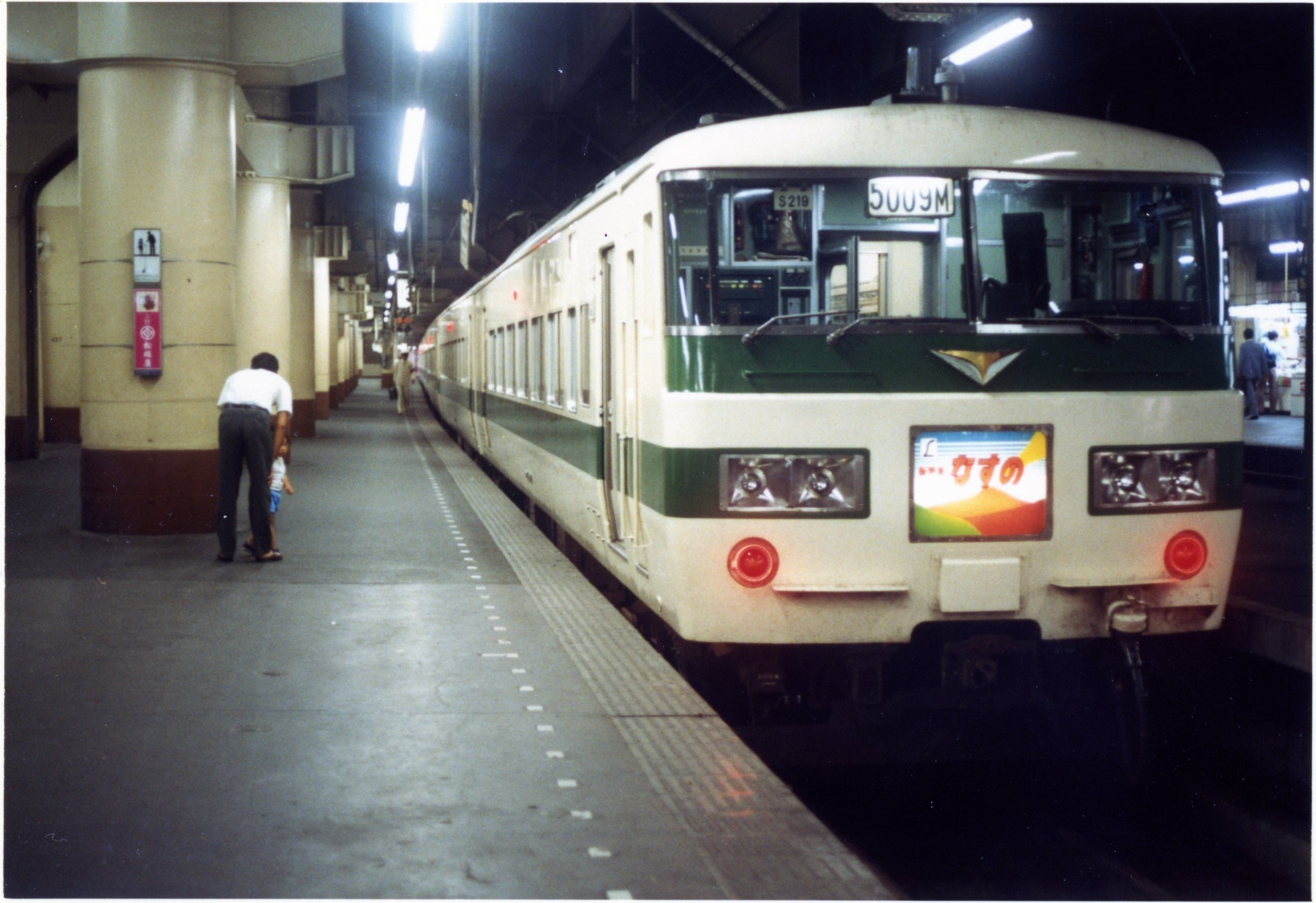
185系「新特急なすの」

- 1986年（昭和61年）11月1日 - 宇都宮駅止まりの「新特急なすの」4往復が黒磯駅まで延長運転。
  - 浦和駅に全便停車。
  - 蓮田駅と宝積寺駅が停車駅に追加。
- 1987年（昭和62年）9月3日 - 新宿駅 - 黒磯駅間に全車指定席の快速列車「フェアーウェイ」号が定期列車（毎日運転）として運行開始。
- 1988年（昭和63年）3月13日 - 「新特急なすの」9往復のうち、利用客の少ない4往復を快速「ラビット」に格下げ、夕方以降の速達列車として快速「スイフト」が18時以降1時間に1本の割合で4往復設定。
  - 「新特急なすの」は東北本線上野駅 - 黒磯駅間の主要駅のうち、東北新幹線の停車駅ではない駅での利用を見込んでいたが、急行時代と所要時間がほとんど変わらないにもかかわらず、新特急化により事実上の運賃値上げになったこともあり、利用は伸び悩んだ[* 2]。
- 1989年（平成元年）3月11日 - 快速「ラビット」が好評により1時間あたり1本に増発、下り9本、上り8本となる。
- 1990年（平成2年）3月10日 - 「新特急なすの」2・7号を新宿駅 - 黒磯駅間に、残りは快速「ラビット」・「スイフト」に再編する。再編後の「新特急なすの」は朝上り1本、夕下り1本の計1往復、快速「ラビット」は1時間あたり1 - 2本の下り12本、上り10本、快速「スイフト」は6往復となる。これにより、「新特急なすの」号は毎日1往復となり、種別をエル特急から特急に変更。快速列車は毎日下り18本、上り16本となる。
- 1991年（平成3年）3月16日 - 快速「スイフト」の列車名称を廃止し通勤快速に変更。
- 1992年（平成4年）3月14日 - 宇都宮発の「新特急なすの」1本と新宿発の「ホームライナー古河」を増発、毎日1.5往復（下り1本、上り2本）となる。
- 1993年（平成5年）- 快速「フェアーウェイ」を臨時列車に格下げし、休日ダイヤのみでの運行とする。

### 「おはようとちぎ」・「ホームタウンとちぎ」へ改名
- 1995年（平成7年）12月1日 - 東北新幹線東京駅 - 那須塩原駅で運転されていた「あおば」を分離し、「なすの」の愛称を与える[2]。これに伴い、従来の「新特急なすの」は「新特急おはようとちぎ」・「新特急ホームタウンとちぎ」に名称変更[2]。
- 1996年（平成8年）10月5日 - 土休日を中心に、「おはようとちぎ2号」を鎌倉駅まで延長運転する形で、「新特急おはようとちぎ＆かまくら」が運転開始[* 3]。
- 2002年（平成14年）12月1日 - 新特急の称号を廃止し、特急「おはようとちぎ」・「ホームタウンとちぎ」となる。
- 2004年（平成16年）10月16日 - 湘南新宿ラインの大幅増発に伴い、昼間帯の快速「ラビット」を湘南新宿ライン直通の快速（列車名なし）に移行。
- 2007年（平成19年）3月18日 - 「おはようとちぎ」・「ホームタウンとちぎ」の全車両を禁煙化。
- 2008年（平成20年）3月15日 - 湘南新宿ライン増発に伴い、宇都宮発の「おはようとちぎ」と新宿発の「ホームライナー古河」を廃止。1往復のみの運行となる。
- 2010年（平成22年）12月3日 - 湘南新宿ライン増発に伴い「おはようとちぎ」・「ホームタウンとちぎ」この日をもって運行を終了。
- 2023年（令和5年）3月25日 - 2023 冬のとちぎ観光キャンペーンと鉄道開業150周年のフィナーレ企画として、特急「とちぎ1号」[* 4]を大宮→宇都宮間で運転。

### 列車愛称の由来について
- 「おおとね」…沿線を流れる利根川を表す「大利根」にちなむ。
- 「奥日光」…目的地である日光の景勝地「奥日光」から。
- 「おはようとちぎ」…朝運行のため通勤の足としての利用を主眼におき、始発地である栃木県の平仮名表記「とちぎ」を付ける。
- 「霧降高原」…目的地である日光の景勝地「霧降高原」から。
- 「くろいそ」…目的地である「黒磯」（くろいそ）から。
- 「塩原」…目的地である栃木県北の温泉保養地「塩原温泉」から。
- 「しもつけ」…栃木県の旧国名「下野国」（しもつけのくに）から。
- 「湘南日光」…沿線の観光地名「日光」および「湘南」から。
- 「だいや」…目的地である日光を源流とする河川名称「大谷川（だいやがわ）」から。
- 「中禅寺」…目的地である日光の景勝地「中禅寺湖」から。
- 「つくばね」…水戸線沿線にある筑波山の異称「筑波嶺」（つくばね）から。
- 「なすの」…目的地である「那須野が原」にちなむ。
- 「日光」、「にっこう」…目的地である「日光」から。
- 「二荒」、「ふたあら」…栃木県宇都宮市にある「宇都宮二荒山神社」（ふたあらやまじんじゃ）にちなむ。
- 「ホームタウンとちぎ」…夕方運行で主に帰宅の足としての利用を狙い、目的地である栃木県の平仮名表記「とちぎ」を付ける。
- 「ゆのか」…沿線にある那須温泉郷等への輸送への誘致のため、温泉の湯煙にちなむ。
- 「わたらせ」…沿線にある「渡良瀬川」・「渡良瀬遊水池」にちなむ。